# Гельмут Шнайдер
Гельмут Шнайдер (нім. Helmuth Schneider; 18 грудня 1920, Мюнхен, Баварія, Німеччина — 17 березня 1972, Ріо-де-Жанейро, Бразилія) — німецький актор.

## Життєпис
Шнайдер вивчав медицину в 1938 році у Мюнхені. З 1941 по 1943 відвідував театральну школу при Німецькому театрі в Берліні. 1942 року він дебютував у комедії Sophienlund. Свою театральну діяльність йому довелося припинити через війну, у якій він брав участь. Був поранений у Франції. 
 В 1946 Шнайдер покинув Німеччину і майже 6 років провів у Північній та Південній Америці, де грав у театрах США, Аргентини та Бразилії. Під псевдонімом Александр Карлос він знявся у декількох фільмах. 
 1950 року Гельмут отримав головну чоловічу роль в німецькій версії пригодницького фільму «Богиня Ріо Бені» (нім. Die Göttin vom Rio Beni). Згодом Шнайдер повернувся до Німеччини і почав грати у Німецькому театрі Гьоттінгена. 
 В кінці 50-х років знявся в декількох пригодницьких фільмах. Одним з них є фільм Карла Мая «Вавилонський лев» (1959). 1960 року Шнайдер поселився в Римі та знімався у фільмах виробництва переважно європейських країн. 
 Помер 1972 року через дорожньо-транспортну пригоду. 
 Актор був одружений, мав сина.

## Вибрана фільмографія
- 1944: Сновидіння (Фільм німецького виробництва) — студент
- 1945: No Trampolim da Vida
- 1950: Écharpe de Seda
- 1951: Богиня Ріо Бені — Едгар (німецька версія)
- 1952: Двоє чоловіків
- 1952: Моя доля грішити — Маурісіо
- 1953: Фабрика в темному лісі — Пол Кемпер
- 1953: Під зорями Капрі — Vincenz Rainalter
- 1954: Енні з Тарау — Адріан Ротенбах
- 1954: Schützenliesel — Стефан Бранднер
- 1955: Рибалка з Heiligensee — Стефан
- 1955: Дім лісника в Тіролі — Мішель
- 1956: Моє серце належить Еріці — Франц Вагнер
- 1956: 1000 мелодій — Томас Гофф
- 1956: Розель з Чорного лісу — Мартін
- 1956: Три мелодії скрипки — Ганс
- 1957: Жінки - все, що є довкола — Філіп
- 1957: Король Берніни — Маркус
- 1957: Jägerblut — Франц Зіхст
- 1958: Два матроси на пасовиську — Тоні
- 1959: Вавилонський лев — Кара Бен Немсі
- 1960: Кавалькада — Ернст Геррера
- 1961: Історія Йосипа і братів
- 1961: Три білі берези — Ганс
- 1963: Капітан Сінбад — Бендар
- 1964: Таємниче вторгнення — Німецький капітан човна
- 1966: Le facteur s'en va-t-en guerre — Maury
- 1966: Париж горить?
- 1966: Велика прогулянка — німецький офіцер у вагоні-ресторані
- 1966: Білі коні — Дядько Дімітрій
- 1967: Брудні герої — Гасслер
- 1968: Неприборкана Анжеліка - Колен Патюрель
- 1968: Операція K — Франц Ульріх
- 1968: Анжеліка і султан - Колен Патюрель
- 1970: Битва командорів — Сем Шраєр
- 1970: Чак Молл — Джо
- 1970: П'ятий день миру — Col. von Bleicher
- 1970: Кемек — Пауль
- 1972: На війні як на війні — Генерал фон Кляпвіц